# The Way of the World (film 1910)
The Way of the World è un cortometraggio muto del 1910 diretto da David W. Griffith. Prodotto e distribuito dalla Biograph, il film aveva come interpreti H. B. Walthall, George Nichols, Florence Barker, Gertrude Claire, Dorothy West, Anthony O'Sullivan.

## Trama
Un vecchio prete è tutto triste perché trova la chiesa sempre vuota. Il suo assistente, un giovane sacerdote, decide di mescolarsi alla gente comune: trova uomini e donne che inseguono il denaro, altri, invece, la ricerca del piacere. Il prete si mescola ai lavoratori, devolvendo il denaro del suo salario in beneficenza. Ma le sue parole e i suoi insegnamenti sono derisi dagli operai che non lo ascoltano. Un giorno, una sala da ballo viene chiusa dalla polizia e tutte le donne, tranne una, riescono a fuggire in preda al panico. La donna rimasta viene assalita dalla folla, quasi sul punto di linciarla, ma il giovane prete la porta in salvo, offrendole rifugio in chiesa. Lei però rifiuta e se ne va. Depresso, il giovane torna dal vecchio prete dicendogli che la gente non vuole ricevere alcun messaggio cristiano. In quel momento, però, riappare la donna che adesso è pronta a ricevere la parola di dio e di passare il resto della vita nella preghiera.

## Produzione
Il film fu prodotto dalla Biograph Company. Fu girato a Glendale in California.

## Distribuzione
Distribuito dalla Biograph Company, il film - un cortometraggio in una bobina - uscì nelle sale cinematografiche statunitensi il 25 aprile 1910. Il copyright del film, richiesto dalla casa di produzione, fu registrato il 27 aprile con il numero J140899.
Non si conoscono copie ancora esistenti della pellicola che viene considerata presumibilmente perduta.